# Trajan (1811)
Il Trajan era un vascello di linea francese da 74 cannoni appartenente alla classe Téméraire, in servizio nella marina francese tra il 1811 e il 1827.

## Storia
La costruzione del vascello da 74 cannoni Trajan, appartenente alla Classe Téméraire progettata da Jacques Noël Sané, fu ordinata presso l'arsenale di Anversa. Essa una delle navi costruite nei vari cantieri navali catturati dal Primo Impero francese nei {
Paesi Bassi e in Italia nell'ambito di un programma accelerato per rimpinguare le fila della Marina francese. L'unità fu impostata nel settembre 1807, fu varata il 15 agosto 1811 ed entrò in servizio in quello stesso anno. Insieme al Gaulois venne assegnato alla squadra navale (Escadre de l'Escault) dell'ammiraglio Édouard Thomas Burgues de Missiessy incaricata della difesa di Anversa. Nel 1814, con la restaurazione dei Borboni, la nave fu trasferita a Brest dove venne posta in disarmo. Nel corso del 1822 fu scoperto che il vascello aveva bisogno di un completo rifacimento, e il Trajan fu radiato nel 1827 venendo demolito nel 1829.